# Nacionalni park Yoho
Nacionalni park Yoho (engleski: Yoho National Park) je nacionalni park na zapadnim obroncima kanadskog Stjenjaka na jugoistoku kanadske pokrajine Britanska Kolumbija. NP Yoho ima površinu od od 1.313 km² i osnovan je još 1886. godine. On svojom južnom stranom graniči s NP Kootenay, a istočnom s NP Banffom, s kojima je zajedno upisan na UNESCO-ov popis mjesta svjetske baštine u Sjevernoj Americi još 1984. godine pod nazivom „Nacionalni parkovi kanadskog Stjenjaka”
Ime mu potječe iz Cree jezika indijanskih starosjedilaca plemena Cree, Yoho što znači "čudo". Sjedište parka se nalazi u naselju Field (Britanska Kolumbija), koji se nalazi na transkanadskom autoputu.

## Odlike
Rijeka Kicking Horse ("Ritajući konj"), koja je proglašena nacionalnom baštinom, izvire na ledenjacima Wapta i Waputik koji se nalaze u parku Yoho. Ovi ledenjaci tvore ledenjačku dolinu, 3 km zapadno od grada Fielda, a dostupna je od Smaragdnog jezera (Emerald Lake). Od ove ledenjačke doline se spuštaju i Takakkaw (cree za "veličanstveni") slapovi (slika desno), koji su svojom visinom od 384 m drugi po visini u Kanadi. Wapta slapovi su svojom visinom od 30 i širinom od 150 m, najveći slapovi na rijeci Kicking Horse.
Najveći vrhovi u parku su Mount Goodsir (3.567 m), Mount Balfour (3.272 m), Mount Stephen (3.199 m), The President (3.138 m), The Vice President (3.077 m) i Mount Burgess (2.599 m).
Cijeli kanadski Stjenjak uglavnom čine sedimentne stijene s brojnim naslagama fosila. Upravo se najpoznatije paleontološko nalazište Stjenjaka nalazi u NP Yoho, Burgess šejl. Otkrio ga je 1909. godine Charles Doolittle Walcott, a slavan je po 505 milijuna godina starim fosilima iz razdoblja srednjeg kambrija, među kojima su i najstariji fosili sa sačuvanim otiskom mekog tkiva.
Na jugoistočnom kutu parka nalazi se magmatska stijena poznata kao Ice River Complex ("Kompleks ledene rijeke") u kojima se nalaze naslage ukrasnog kamena sodalita.
- Vrh Chancellor iznad rijeke Kicking Horse
- Smaragdno jezero ispod Mount Burgessa
- Wapta slapovi
- Burgess šejl
- U Burgess šejlu su najbrojniji fosili organizma Marrella

## Vanjske poveznice
- Turistički vodič za NP Yoho i selo Field (engl.)
- Yoho National Park, Canadian Mountain Encyclopedia (Bivouac.com) (engl.)
- An article on Yoho National Park from The Canadian Encyclopedia  Arhivirana inačica izvorne stranice od 7. lipnja 2011. (Wayback Machine) (engl.)